# تاتيانا لورنس ليفاسور
تاتيانا لورانس ليفاسور (ولد في 4 فبراير في مونت سان آينان في نورماندي) هي مذيعة تلفزيونية وإذاعية فرنسية.

## فيلموغرافيا
- 2005 : القاتل المتسلسل (بقعة)
- 2011 : بلا يقين (فيلم قصير)
- 2012 : النفس (فيلم قصير)

## المنشورات
- 2010 : باسم النساء المعنفات : حياتي، محنتي، شهادتي (تحرير ج. ليون)
- 2013 : طريقة الغذاء السائل النحيف (تحرير ج. ليون)
- 2019 : بعد 10 سنوات. العيش بسعادة بعد العنف المنزلي (تحرير ج. ليون)